# Lucia Pytter
Lucia Pytter, född 1762, död 1825, var en norsk filantrop. Hon är känd för sitt omfattande välgörenhetsarbete i Bergen och anses som en social föregångare. 
Hon var dotter till köpmannen Johann Müller och hustru Anna Rebecca och var gift två gånger: 1778 med köpmannen Martin Görbitz och 1801 med köpman Frantz Anton Pytter. Hon var född i Tyskland och bosatte sig i Bergen i Norge efter sitt giftermål 1778.
Genom en insamling via en annons grundade hon år 1799 en handarbetsskola för fattiga flickor. Hon hade soppkök för 30 fattiga familjer i sitt hem varje onsdag och drev också insamlingar för mat åt fattiga. Hon genomdrev genom insändare tillstånd från myndigheterna att grunda ett sjukhus för spetälska kvinnor. Hon var en aktiv debattör i pressen, särskilt Bergens Adressecontoirs Efterretninger, där hon drev sina sociala frågor. Hon publicerade också egna verk om socialvård som Henrich Tellmann. Hon utpekas som författaren bakom diktsamlingen Svarte-Digen, som utkom anonymt i Bergen 1794.

## Verk
- Svarte-Digen. En prosaisk sang (anonym, noe usikkert), Bergen 1794
- Noget om Bergens Fattigvæsen og den i Anledning samme nedsatte Commission. Tilegnet Bergens Borgere i Alminnelighed og forannævnte Commission i Særdeleshed (under pseud. Henrich Tellmann), Bergen 1800